# Sprogense
Sprogense er en årlig sprogfestival i Bogense, som fandt sted første gang i efteråret 2021.

## Sprogense 2021
Aktiviteterne på Sprogense 2021 (17. og 18. september) inkluderede:
- Klog på Sprog med Adrian Hughes blev sendt direkte fra Sprogense med publikum
- Foredrag arrangeret af Dansk Sprognævn – bl.a. "Engelsk på daglig basis", "Tal dansk!, sagde robotten", "Bandeord – bliver det fucking værre?" og "Syngende danske dialekter"
- Rundvisninger på Dansk Sprognævn
- Hr. Skæg
- Poetry slam

## Sprogense 2022
Sprogense fandt sted den 16. og 17. september 2022.
Programmet omfattede bl.a.:
- Poetry slam
- Foredrag med Anders Agger
- Foredrag om anglicismer
- "Vær ordblind i ti minutter"
- Sprogbar

## Sprogense 2023
Sprogense 2023 fandt sted den 15. og 16. september 2023 og havde mellem 5.000 og 7.000 gæster. 
Programmet omfattede bl.a.:
- Foredragsrække organiseret af Dansk Sprognævn, bl.a. med et oplæg om gamersprog
- Koncert med den sønderjyske sangskriver Rikke Thomsen, den yngste modtager af Modersmål-Prisen
- Leg og ballade med sproget med Sigurd Barrett.

## Sprogense 2025
Sprogense 2025 fandt sted den 2. og 3. maj 2025.

## Baggrund
I 2019 flyttede Dansk Sprognævn til Bogense. Dansk Sprognævn arbejder med at følge det danske sprog, fastlægge dansk retskrivning og rådgive alle om det danske sprog. Sprognævnet rummer en række af landets fremmeste eksperter i dansk, som gerne går i dialog med alle sproginteresserede.
Dansk Sprognævn og Nordfyns Erhverv og Turisme har indgået partnerskab om sprogfestivalen Sprogense i Bogense. Navnet er en sammentrækning af ordene Sprog og Bogense og spiller på den måde både på den lokale forankring og selve den sprogfaglighed som festivalen har som omdrejningspunkt.
Sprogense skulle oprindeligt have fundet sted for første gang i september 2020, men p.g.a. corona blev den først udskudt til maj 2021 og dernæst til september 2021.

## Eksterne links
- Sprogense
- Dansk Sprognævn

| Festival | Spire Denne artikel om festivaler og mærkedage er en spire som bør udbygges. Du er velkommen til at hjælpe Wikipedia ved at udvide den. |